# Vaudricourt (Pas de Calais)
Vaudricourt és un municipi francès situat al departament del Pas de Calais i a la regió dels Alts de França. L'any 2007 tenia 890 habitants.

## Demografia

### Població
El 2007 la població de fet de Vaudricourt era de 890 persones. Hi havia 342 famílies de les quals 48 eren unipersonals (24 homes vivint sols i 24 dones vivint soles), 149 parelles sense fills, 125 parelles amb fills i 20 famílies monoparentals amb fills.
La població ha evolucionat segons el següent gràfic:
Habitants censats

### Habitatges
El 2007 hi havia 349 habitatges, 343 eren l'habitatge principal de la família, 1 era una segona residència i 5 estaven desocupats. 348 eren cases i 1 era un apartament. Dels 343 habitatges principals, 307 estaven ocupats pels seus propietaris, 28 estaven llogats i ocupats pels llogaters i 7 estaven cedits a títol gratuït; 5 tenien dues cambres, 22 en tenien tres, 48 en tenien quatre i 267 en tenien cinc o més. 311 habitatges disposaven pel capbaix d'una plaça de pàrquing. A 115 habitatges hi havia un automòbil i a 205 n'hi havia dos o més.

### Piràmide de població
La piràmide de població per edats i sexe el 2009 era:
| Homes | Edats   | Dones |
| ----- | ------- | ----- |
| 0     | 95 o +  | 0     |
| 4     | 90 a 94 | 0     |
| 8     | 85 a 89 | 0     |
| 0     | 80 a 84 | 8     |
| 12    | 75 a 79 | 20    |
| 20    | 70 a 74 | 24    |
| 20    | 65 a 69 | 20    |
| 28    | 60 a 64 | 20    |
| 44    | 55 a 59 | 40    |
| 44    | 50 a 54 | 36    |
| 28    | 45 a 49 | 52    |
| 32    | 40 a 44 | 24    |
| 44    | 35 a 39 | 36    |
| 12    | 30 a 34 | 32    |
| 12    | 25 a 29 | 20    |
| 20    | 20 a 24 | 8     |
| 40    | 15 a 19 | 20    |
| 36    | 10 a 14 | 32    |
| 24    | 5 a 9   | 16    |
| 16    | 0 a 4   | 28    |

## Economia
El 2007 la població en edat de treballar era de 585 persones, 406 eren actives i 179 eren inactives. De les 406 persones actives 379 estaven ocupades (201 homes i 178 dones) i 27 estaven aturades (9 homes i 18 dones). De les 179 persones inactives 77 estaven jubilades, 56 estaven estudiant i 46 estaven classificades com a «altres inactius».

### Ingressos
El 2009 a Vaudricourt hi havia 345 unitats fiscals que integraven 912 persones, la mediana anual d'ingressos fiscals per persona era de 24.980 €.

### Activitats econòmiques
Dels 19 establiments que hi havia el 2007, 1 era d'una empresa de fabricació d'altres productes industrials, 3 d'empreses de construcció, 2 d'empreses de comerç i reparació d'automòbils, 1 d'una empresa financera, 2 d'empreses immobiliàries, 7 d'empreses de serveis, 1 d'una entitat de l'administració pública i 2 d'empreses classificades com a «altres activitats de serveis».
Dels 4 establiments de servei als particulars que hi havia el 2009, 1 era un guixaire pintor, 1 lampisteria, 1 empresa de construcció i 1 saló de bellesa.
L'any 2000 a Vaudricourt hi havia 6 explotacions agrícoles.

## Equipaments sanitaris i escolars
El 2009 hi havia una escola elemental.

## Poblacions més properes
El següent diagrama mostra les poblacions més properes.